# 이태임
이태임(본명: 이경원, 1987년 1월 4일 ~ )은 대한민국의 전 배우이다. 2008년 MBC 주말드라마 《내 인생의 황금기》에 조연으로 출연하며 데뷔하였다. 2009년 첫 주연을 맡아 출연한 SBS 아침드라마 《망설이지마》로 《SBS 연기대상》에서 뉴스타상을 수상했다. 이후 출연작으로는 드라마 KBS2《결혼해주세요》(2010년), 《12년만의 재회: 달래 된, 장국》(2014년), 《내마음 반짝반짝》(2015년), 영화 《특수본》(2011년), 《응징자》(2013년), 《황제를 위하여》(2014년)가 있다. 활동하던 중 돌연 은퇴하였다.

## 학력
- 성광여자고등학교 (2005 졸업)
- 한양대학교 (연극영화학 05 / 학사)

## 경력
2008년 첫 출연작인 MBC 주말연속극 《내 인생의 황금기》에서 유태일(이종원 분)의 여동생으로 철부지 시누이인 유태영 역을 맡으며 연기 활동을 시작했다. 이태임은 2009년 KBS 사극 《천추태후》에 신라계 미녀 김밀화 역으로 출연 후 10월부터 방송된 SBS 아침드라마 《망설이지마》에서 첫 주연을 맡았다. 《망설이지마》에서 그녀가 맡은 역할은 사랑하는 사람에게 배신당하고 복수를 꿈꾸는 장수현 역이었다. 2010년 2월까지 방송된 《망설이지마》는 평균시청률 13%, 최고시청률 17.1%를 기록했다(AGB닐슨). 이태임은 이 작품으로 2009년 《SBS 연기대상》에서 뉴스타상을 수상했다. 2010년에는 6월부터 방송된 KBS 주말드라마 《결혼해주세요》에 김태호(이종혁 분)와 남정임(김지영 분) 부부 사이에 갈등을 초래하는 태호의 후배이자 아나운서 윤서영 역으로 출연했는데, 수영복 장면이 화제가 되기도 했다.
이태임은 2011년 영화 《특수본》에 엄태웅, 주원, 정진영, 성동일 등과 함께 캐스팅되어 여형사 정영순 역을 맡으며 영화 무대에 데뷔하였다. 2013년에는 두 번째 영화로 양동근, 주상욱 등이 출연한 《응징자》에서 창식(양동근 분)의 약혼녀 지희를 연기했다. 두 작품 모두 흥행에 성공하지는 못했는데, 《특수본》은 손익분기점인 120만 명에 못 미치는 110만 명의 관객을 동원했고, 《응징자》는 19만 명의 관객을 동원하는데 그쳤다. 이후 이태임은 2014년 종합편성채널 JTBC의 주말드라마 《12년만의 재회: 달래 된, 장국》에 이소연, 남궁민 등과 함께 출연해 준수(남궁민 분)를 짝사랑하는 정형외과 레지던트 주다해를 연기했다. 이 작품은 저조한 시청률로 기획됐던 50회를 채우지 못하고 26회만에 조기종영하였다. 같은 해 6월 개봉한 영화 《황제를 위하여》에서는 이민기, 박성웅과 함께 출연해 룸살롱 마담 차연수를 연기했다. 이 작품은 이태임과 이민기의 베드신이 화제가 되었으나, 59만 명의 관객을 동원하는 데 그쳐 흥행에는 실패하였다.

## 출연 작품

### 드라마
| 연도         | 제목                         | 방송사            | 배역   | 비고       |
| ------------ | ---------------------------- | ----------------- | ------ | ---------- |
| 2007         | 9회말 2아웃                  | MBC               | 단역   | 1회에 출연 |
| 2008         | 내 인생의 황금기             | MBC               | 유태영 | 56부작     |
| 2009         | 내 인생의 황금기             | MBC               | 유태영 |            |
| 천추태후     | KBS2                         | 김밀화            | 78부작 |            |
| 망설이지마   | SBS                          | 장수현            | 98부작 |            |
| 망설이지마   | SBS                          | 장수현            | 2010   |            |
| 결혼해주세요 | KBS2                         | 윤서영            | 56부작 |            |
| 2014         | 12년만의 재회: 달래 된, 장국 | JTBC              | 주다해 | 26부작     |
| 2015         | 내마음 반짝반짝              | SBS               | 이순수 | 자진하차   |
| 2015         | 유일랍미                     | 드라마 H & TRENDY | 박지호 | 16부작     |
| 2016         | 안투라지                     | tvN               |        | 특별출연   |
| 2017         | 품위있는 그녀                | JTBC              | 윤성희 | 20부작     |

### 영화
| 연도 | 제목          | 배역   | 비고 |
| ---- | ------------- | ------ | ---- |
| 2011 | 특수본        | 정영순 |      |
| 2013 | 응징자        | 지희   |      |
| 2014 | 황제를 위하여 | 차연수 |      |

### 예능
| 연도      | 제목                                     | 비고 |
| --------- | ---------------------------------------- | ---- |
| 2011      | it City 김사랑&이태임의 Find Your Taste! |      |
| 2014      | 미친유럽 예뻐질지도                      |      |
| 2014      | 정글의 법칙 in 코스타리카                |      |
| 2015      | 띠동갑내기 과외하기                      | 하차 |
| 2016      | 우리 할매                                |      |
| 2017      | 대국민 토크쇼 안녕하세요                 |      |
| 아는 형님 |                                          |      |
| 비행소녀  | 하차                                     |      |

## 수상 및 후보
| 연도 | 시상식                   | 부문         | 작품          | 결과 | 출처 |
| ---- | ------------------------ | ------------ | ------------- | ---- | ---- |
| 2009 | SBS 연기대상             | 뉴스타상     | 망설이지마    | 수상 |      |
| 2016 | 제10회 케이블TV 방송대상 | 베스트커플상 | 유일랍미      | 수상 |      |
| 2017 | 코리아 드라마 어워즈     | 핫스타상     | 품위있는 그녀 | 수상 |      |

## 광고
- SKT [스마트홈] Mr. & Mrs. Smart
- Cass lite(카스라이트)
- 에소르(ESSOR)
- 국순당 백세주
- 캐논 익서스
- 오션 월드
- TGIF Amazing Lunch